# 浅野斧山
浅野 斧山（あさの ふざん、1866年6月7日<慶応2年4月24日> - 1912年6月1日）は、日本の僧侶、仏教学者。名古屋市天年寺第16世、曹洞宗大学林教授などを歴任。号は打睡庵。

## 来歴
名古屋南鍛冶屋町の浅野束穂の三男に生まれる。1879年、洗月院三世の天珠について得度。それ以来、白鳥鼎三、鷹林冷生に12年間にわたり随侍。1885年、法持寺の天珠の下で立身。1889年、天珠の室に入って嗣法。1891年、永平寺で転衣出世。1893年、天年寺に首先住職した。
1899年、曹洞宗大学林（現: 駒澤大学）卒業。内地留学生となり、京都・浄土宗専門学院長の大鹿感成に倶舎論、唯識、因明などを学ぶ。その後、東大寺戒壇院長老の上田照遍に華厳、天台の講義を受ける。臨済宗五山の摂心会にも出席し橋本峨山、宮裡東呈らに参じる。
1902年、曹洞宗大学林教授に就任。1904年9月には管天寺に転住、茨城県稲敷郡管天寺31世。1908年には祇園寺ヘ昇住、水戸市祇園寺22世。1911年7月には最勝院へ転住、静岡県田方郡最勝院13世。1912年6月1日、47歳で示寂。
著書に「禅病論」「東皐全集　乾」「東皐全集　坤」など。

## 著書
- 「国会図書館サーチ>浅野斧山」